# Qingyi Jiang (Dadu He)
Der Qingyi Jiang (chinesisch 青衣江, Pinyin Qīngyī Jiāng) ist ein Nebenfluss des Dadu He in der südwestchinesischen Provinz Sichuan, der wiederum ein Nebenfluss des Min Jiang ist, des wasserreichsten Nebenflusses des Jangtsekiang. Die Länge des Qingyi Jiang beträgt 276 km, sein Einzugsgebiet ca. 12000 Quadratkilometer.
Seine drei wichtigsten Quellflüsse sind Baoxing He (宝兴河), Tianquan He (天全河) und Yingjing He (荥经河), erst nach deren Zusammenfluss trägt der Fluss seinen Namen. Er fließt in südöstlicher Richtung durch Ya’an, Hongya und Jiajiang und mündet in Leshan, Caoxiedu (草鞋渡), in den Dadu He.